# Richard III của Anh
Richard III (2 tháng 10 năm 1452 – 22 tháng 8 năm 1485) là Vua Anh kiêm Chúa tể Ireland từ năm 1483 tới khi băng hà. Ông là vua cuối cùng của dòng York nói riêng và vương triều Plantagenet nói chung. Việc ông thua và bị giết ở trận Bosworth Field, trận đánh quyết định cuối cùng của Chiến tranh Hoa Hồng, đã đặt dấu chấm hết thời kỳ Trung cổ ở Anh. Ông là nhân vật chính trong vở Richard III, một trong những vở kịch lịch sử của William Shakespeare
Richard thụ phong Công tước Gloucester vào năm 1461 sau khi anh là Edward IV lên ngôi. Năm 1472, Richard kết hôn với Anne Neville, con gái Richard Neville, Bá tước Warwick thứ 16. Ông được vua anh Edward IV giao cho trấn thủ miền Bắc và cầm quân sang tiến binh đánh Scotland năm 1482. Sau khi Edward IV băng hà năm 1483, Richard theo di mệnh lãnh chức Bảo hộ công, nắm quyền phụ chính cho con trưởng và người kế vị của Edward IV là Edward V (12 tuổi). Lễ đăng quang của Edward V được dự kiến tiến hành vào ngày 22 tháng 6 năm 1483. Vua mới chưa kịp đăng quang thì hôn nhân giữa tiên vương Edward IV với thái hậu Elizabeth Woodville bị công bố là bất hợp pháp, như vậy các con họ không được nối đại thống. Ngày 25 tháng 6, quý tộc và bình dân London dâng đơn thỉnh Richard lên ngôi. Richard nhận lời và được gia miện vào ngày 6 tháng 7 năm 1483. Tự quân Edward V cùng em là Richard biến mất từ sau tháng 8 và người ta đồn rằng họ bị giết theo lệnh của Richard.
Triều Richard phải đương đầu với hai cuộc nổi dậy lớn. Đầu tiên, năm 1483, các thần tử trung thành của Edward IV liên kết với Henry Stafford, Công tước Buckingham thứ hai khởi binh. Richard dẹp được quân nổi dậy và xử chết Buckingham ở Salisbury, gần Bull's Head Inn. Đến năm 1485 Henry Tudor, Bá tước Richmond thứ hai và chú là Jasper đem quân từ Pháp đổ bộ lên mạn nam Wales, tiến qua Pembrokeshire và chiêu mộ thêm binh mã. Richard tự làm tướng, đánh với Henry tại Bosworth Field, sau gọi là Redemore hay Dadlington Field. Sử liệu nhất trí rằng Richard chiến đấu rất dũng cảm nhưng cuối cùng bị đánh bại và giết chết. Đây là một trong hai vua Anh duy nhất tử trận (người kia là Harold Godwinson).

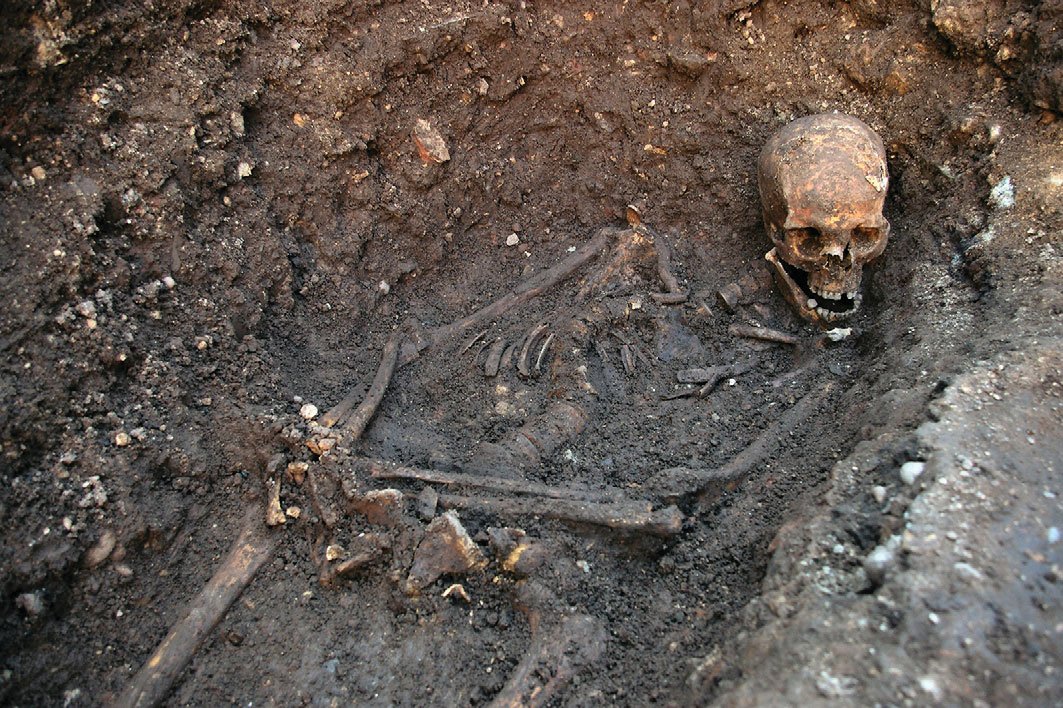
Hài cốt của Richard được khai quật năm 2012

Richard III chết trận, Henry Tudor lên ngôi tức vua Henry VII. Thây Richard III bị lột trần truồng, vắt lên lưng ngựa rồi bêu 2 ngày ở Leicester. Sau đem chôn vội vàng dưới nhà thờ Greyfriars ở trung tâm Leicester. Nhà thờ Greyfriars bị phá huỷ vào thế kỷ 16 và qua nhiều thế kỷ, địa điểm chính xác của nó đã bị lãng quên. Trong năm 2012, khai quật khảo cổ học đã được thực hiện trên một bãi đỗ xe hội đồng thành phố trên địa điểm đã từng bị chiếm đóng bởi Greyfriars, Leicester. Đại học Leicester đã xác nhận vào ngày 4 tháng 2 năm 2013 rằng một bộ xương được tìm thấy sau khi khai quật, vượt qua sự hoài nghi hợp lý, di hài này là của Richard III, dựa trên sự kết hợp của bằng chứng từ xác định niên đại đồng vị carbon, và so sánh với các báo cáo hiện đại về bề ngoài của ông, và so sánh của mình DNA ti thể với hai mẫu hệ con cháu của chị cả của Richard III, Anne của York.